# Neophasmophaga teixeirai
Neophasmophaga teixeirai är en tvåvingeart som beskrevs av Guimaraes 1982. Neophasmophaga teixeirai ingår i släktet Neophasmophaga och familjen parasitflugor. Inga underarter finns listade i Catalogue of Life.